# Новини (гміна Нарва)
Новини (Новинник) (пол. Nowiny (Nowinnik)) — село в Польщі, у гміні Нарва Гайнівського повіту Підляського воєводства.
У 1975-1998 роках село належало до Білостоцького воєводства.